# Ботанический институт имени В. Л. Комарова РАН
ФГБУН Ботанический институт имени В. Л. Комарова Российской академии наук (БИН РАН) — ведущее ботаническое учреждение России.

## История
История Ботанического института восходит к указу Петра Первого 1714 года о заложении Аптекарского огорода на Вороньем острове с целью выращивания «полезных, курьёзных и чуждых плант». В 1823 году Аптекарский огород реорганизован в Императорский Санкт-Петербургский ботанический сад, с 1913 года — Императорский ботанический сад Петра Великого, с 1918 года — Главный ботанический сад РСФСР, с 1925 года — Главный ботанический сад СССР.
В 1930 году передан в ведение Академии наук СССР.
В 1931 году в результате слияния Ботанического сада с Ботаническим музеем АН СССР образован Ботанический институт АН СССР, ныне — Ботанический институт имени В. Л. Комарова Российской академии наук. Имя Владимира Леонтьевича Комарова (1869—1945) институту присвоено в 1940 году, к 70-летию учёного.
С 2014 года передан в ведение Федерального агентства научных организаций. С мая 2018 года в системе Министерства науки и высшего образования Российской Федерации.

## Подразделения
- Отдел Гербарий высших растений
- Лаборатория палинологии (недоступная ссылка)
- Лаборатория палеоботаники
- Лаборатория биосистематики и цитологии
- Лаборатория альгологии
- Лаборатория систематики и географии грибов
- Лаборатория биохимии грибов
- Лаборатория клеточных и молекулярных механизмов развития растений
- Лаборатория лихенологии и бриологии
- Лаборатория анатомии и морфологии
- Лаборатория эмбриологии и репродуктивной биологии
- Лаборатория растительных ресурсов
- Лаборатория аналитической фитохимии
- Лаборатория общей геоботаники
- Лаборатория динамики растительного покрова Арктики
- Лаборатория экологии растительных сообществ
- Лаборатория географии и картографии растительности
- Лаборатория молекулярной и экологической физиологии
- Отдел Ботанический сад
  - Группа интродукции лекарственных, пищевых и кормовых растений
  - Группа семеноведения
  - Группа интродукции растений тропиков, субтропиков и аридных областей
  - Группа интродукции декоративных древесных и травянистых растений
- Отдел Ботанический музей
- Научно-опытная станция «Отрадное»
- Перкальский дендрологический парк (Эколого-ботаническая станция «Пятигорск»)
- Фенологический центр

## Основные направления исследований
Систематика, филогения, эволюция и экология растений и грибов; современная и ископаемая флора России и зарубежных стран; структура, динамика и экология растительных сообществ, их классификация и картографирование; структурно-функциональная организация, биология развития и репродукция растений и грибов; интродукция растений, ботаническое ресурсоведение; охрана растительного мира; сохранение, пополнение и научная обработка коллекционных фондов Института; пропаганда ботанических знаний.
Ботанический институт имени В. Л. Комарова РАН является ведущим ботаническим учреждением страны и одним из наиболее известных ботанических центров в мире. Основным вкладом института в мировую науку является непрерывное накопление и сохранение образцов растительного мира, собираемых не только на территории России, но и на всех континентах Земного шара, начатое ещё при Петре I. Ботанические коллекции института не имеют себе равных в стране и входят в число трёх крупнейших в мире. В коллекциях хранятся эталоны (типы) новых видов растений, описанных как в стенах института, так и в других ботанических учреждениях России и мира.

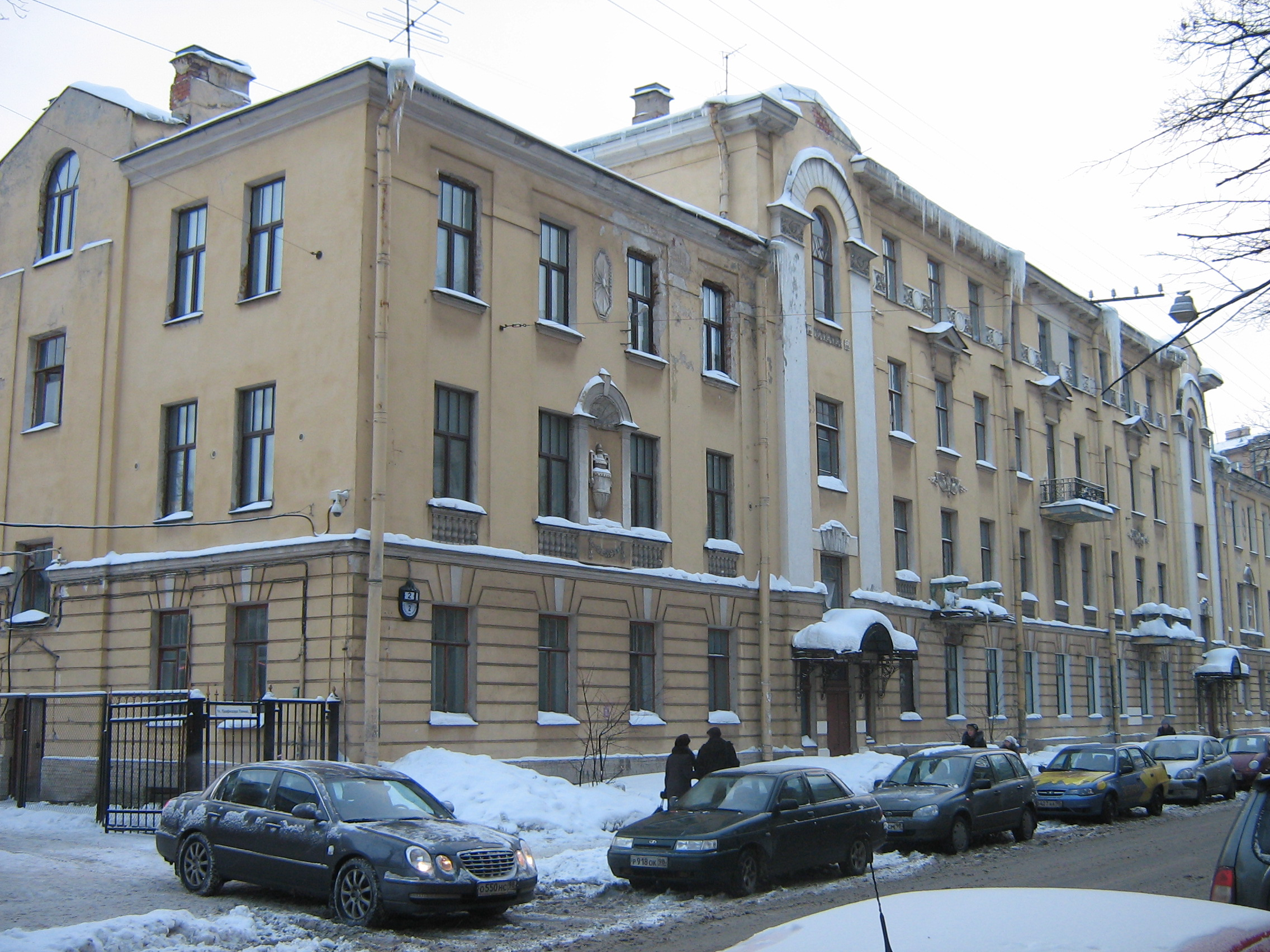
Дом ботаников, в котором жил академик В. Л. Комаров

В Гербарии Ботанического института (международный индекс — LE) хранится около 7 000 000 гербарных образцов высших, низших растений и грибов. Ботанический музей БИНа располагает самыми крупными в стране коллекциями древесин, семян и плодов, ботанико-экономической и палеоботанической коллекциями, насчитывающими 100 000 единиц хранения. В оранжереях и в открытом грунте произрастает более 12 000 видов и разновидностей — представителей практически всех флористических областей Земли.
Практические результаты фундаментальных исследований, проводимых в институте за последние 5—7 лет, отражены в многочисленных публикациях. Завершена разработка концепции многотомного издания «Флора России», в рамках которой создан «Список сосудистых растений флоры России» и изданы «Бобовые Северной Евразии: информационная система на компакт-диске». Опубликованы теоретические аспекты флористических исследований в книге «Принципы организации и трансформации сложных систем: эволюционный подход» и монография «Материалы по истории флоры Азии (Алтайская горная страна)». Создана модельная версия программы «Виртуальный гербарий БИН РАН». Результатом научной деятельности Института является продолжение издания многотомных сводок: «Флора Восточной Европы», «Растения Центральной Азии», «Список растений Гербария флоры России и сопредельных государств», «Ископаемые цветковые растения России и сопредельных государств», «Диатомовые водоросли России и сопредельных государств», «Определитель лишайников России», «Определитель грибов России», «Сравнительная анатомия семян», «Эмбриология цветковых растений» и ежегодников: «Новости систематики низших растений», «Новости систематики высших растений», «Геоботаническое картографирование».
Обширные международные связи Ботанического института РАН являются важным составляющим научно-исследовательского процесса. В течение последних 10 лет институт участвует в межакадемическом сотрудничестве с Индией, Монголией и Польшей, в том числе по Межгосударственной программе. Ежегодно в БИНе ведётся научно-исследовательская работа в рамках двусторонних договоров между БИН РАН и институтами Вьетнама, Китая, Германии, США, Англии, Нидерландов, Финляндии и Швеции. В результате совместных работ изучается флора, биоразнообразие разных регионов Земли, создаются геоботанические карты изучаемых территорий, компьютерные базы данных как отдельных семейств, так и сосудистых растений целых регионов. Проводится обмен гербарием, живыми растениями и научной информацией. Ежегодно 80—100 сотрудников института выезжают в 15—20 стран для выполнения работ по темам совместных исследований и участия в международных совещаниях и экспедициях. Ботанический институт РАН также выступает организатором международных конференций и экспедиций, принимая ежегодно до 70—80 иностранных коллег из разных стран.
Сотрудники института возглавляют редколлегии трёх научных журналов, издаваемых РАН: «Ботанический журнал», «Растительные ресурсы» (гл. ред. д. б. н. А. Л. Буданцев), «Микология и фитопатология» (гл. ред. член-корр. РАН А. Е. Коваленко). Институт издает продолжающиеся издания «Новости систематики высших растений» (гл. ред. д. б. н. Д. В. Гельтман), «Новости систематики низших растений» (гл. ред. д. б. н. А. Д. Потёмкин), «Палеоботаника» (гл. ред. д. б. н. Л. Б. Головнёва), журнал «Растительность России».

## Известные ботаники, работавшие в БИНе
- А. Ф. Баталин
- Е. Г. Бобров
- И. П. Бородин
- Н. А. Буш
- М. С. Воронин
- Ю. В. Гамалей
- Н. С. Голубкова
- Н. В. Дылис
- Т. В. Егорова
- А. А. Еленкин
- А. П. Ильинский
- Б. Л. Исаченко
- В. Л. Комаров
- С. И. Коржинский
- И. М. Крашенинников
- А. Н. Криштофович
- Н. И. Кузнецов
- Е. М. Лавренко
- В. Н. Любименко
- К. И. Максимович
- Г. А. Надсон
- Э. Л. Регель
- Ф. И. Рупрехт
- В. П. Савич
- В. Н. Сукачёв
- Г. И. Танфильев
- Ан. А. Фёдоров
- Б. А. Федченко
- А. Л. Тахтаджян
- Н. Н. Цвелёв
- А. П. Шенников
- Б. А. Юрцев
- А. А. Ячевский

## Директора
- Келлер, Борис Александрович (1931—1937)
- Цинзерлинг, Юрий Дмитриевич (и. о. 1937)
- Бобров, Евгений Григорьевич (и. о. 1937—1938)
- Шишкин, Борис Константинович (1938—1949)
- Купревич, Василий Феофилович (1949—1952)
- Баранов, Павел Александрович (1952—1962)
- Фёдоров, Александр Александрович (и. о. 1962—1963; 1963—1976),
- Тахтаджян, Армен Леонович (1976—1986)
- Буданцев, Лев Юстианович (1986—2001)
- Ярмишко, Василий Трофимович (2001—2016)
- Гельтман, Дмитрий Викторович (2017—)